# San Mateo (Anzoátegui)
San Mateo – miasto w Wenezueli, w stanie Anzoátegui.